# Обикновена редунка
Обикновена редунка (Redunca redunca) е вид бозайник от семейство Кухороги (Bovidae).

## Разпространение и местообитание
Разпространен е в Бенин, Буркина Фасо, Бурунди, Гамбия, Гана, Гвинея, Гвинея-Бисау, Етиопия, Камерун, Кения, Демократична република Конго, Мавритания, Мали, Нигер, Нигерия, Руанда, Сенегал, Судан, Танзания, Того, Централноафриканската република, Чад и Южен Судан.